# Ортач, Сердар
Сердар Ортач (тур. Serdar Ortaç; род. 16 февраля 1970, Стамбул, Турция) — турецкий певец крымскотатарского происхождения.

## Карьера
Сердар Ортач родился в Стамбуле 16 февраля 1970 года. Окончил начальную школу в Коджамустафапаше, затем получил полное среднее образование в лицее Суадие. После чего стал выпускником профессионального лицея на отделении «Токарное дело». Был принят в Университет Билькент на отделение «Культура и язык Соединённых Штатов Америки». Однако был вынужден прервать обучение.
Его первый альбом был самым продаваемым из альбомов 1994 года, было продано более 2 миллионов копий. А его альбом Çakra (рус. Чакра) стал самым продаваемым в 2004 году.
Сердар самостоятельно сочиняет музыку к большинству своих песен. В общей сложности он сочинил более 150 песен.
Также его песни можно услышать на альбомах других исполнителей: Сибель Джан, Хюлья Авшар, Муаззез Абаджы, Серен Серенгиль, Алишан, Эбру Гюндеш и Гюльбен Эрген. Его песни также были переведены на несколько иностранных языков: арабский, греческий, азербайджанский, русский, казахский и армянский.
Ортач вёл ТВ-шоу «С Сердаром Ортачем» (англ. With Serdar Ortaç) 3 года. Это шоу стало лучшей программой 2003 года.
В январе 2005 года Ортач выпустил свою первую книгу «Bu Şarkılar Kimin İçin?» («Для кого эти песни?»), в которой изданы его стихи, мемуары и истории.

## Дискография

### Альбомы
- 1994 — Aşk İçin / Для любви
- 1996 — Yaz Yağmuru / Летний дождь
- 1997 — Loco Para Amar / Сумасшедшая любви
- 1998 — Gecelerin Adamı / Человек Ночи
- 1999 — Bilsem Ki / Если я знал
- 2002 — Okyanus / Океан
- 2004 — Beni Unut/Çakra / Забудь меня/Чакра
- 2006 — Mesafe / Расстояние
- 2008 — Nefes / Дыхание
- 2010 — Kara Kedi / Чёрная кошка
- 2012 — Ray / Рельс
- 2014 — 20. Yil Bana göre aşk / 20 лет. Люби меня
- 2015 — Cek Elini Kalbimden(Konus Yuzume 2015) / Возьму твою руку от моего сердца
- 2016 — Gıybet / Клевета
- 2017 — Cımbız / Пинцет

### Сборники
- 2001 — Sahibinin Sesi Remix / Голос владельца
- 2004 — Serdar Ortaç Klasikleri / Сердар Ортач Классика
- 2015 — Arşiv (3 CD) / Архив (тройный альбом)

### Ремиксовые альбомы
- 2007 — Gold Remix
- 2009 — Gold Remix 2009
- 2011 — Gold Remix 2011
- 2015 — Serdar Bizi Diskoya Götür /Сердар возьмите нас на дискотеку

## Награды
- 1994: Kral TV Video Music Awards — Лучший Мужской Прорыв
- 1997: Nanik: Most Beloved Song Of The Year — Padisah
- 1999: Ege Star Magazine — Самый успешный артист года
- 2000: Kral TV Video Music Awards — Лучший поп-музыкант
- 2003: Radio & TV Oscars — Лучшая шоу-программа: «С Сердаром Ортачем» (англ. With Serdar Ortaç)
- 2004: MÜYAP Music Awards — Самый продаваемый альбом года: Çakra
- 2006: Future Magazine Awards — Лучший поп-музыкант
- 2009: Kral TV Video Music Awards — Лучший поп-музыкант
- 2010: Kral TV Video Music Awards — Наибольшая ротация на радио

## Серьёзное заболевание
В конце июня 2014 года у певца было диагностировано неизлечимое заболевание - рассеянный склероз. Несмотря на это, 5 августа этого же года он выступил с концертом в Hadriye.

## Личная жизнь
6 июня 2014 года Сердар вступил в законный брак с ирландской моделью Хлоей Лоунан (Chloe Loughnan). Развелся.